# Suzy des bas-fonds
Pour plus de détails, voir Fiche technique et Distribution.
Suzy des bas-fonds (Sunbonnet Sue) est un film américain réalisé par Ralph Murphy, sorti en 1945.

## Fiche technique
- Titre français : Suzy des bas-fonds[1]
- Titre original : Sunbonnet Sue
- Réalisation : Ralph Murphy
- Scénario : Ralph Murphy, Richard Carroll, Bradford Ropes, Paul Girard Smith et Sidney Sutherland
- Musique : Edward J. Kay (adaptation)
- Photographie : Harry Neumann
- Montage : Richard C. Currier
- Pays d'origine :   États-Unis
- Format : Noir et blanc - 1,37:1 - Mono
- Genre : Film musical
- Date de sortie : 1945

## Distribution
- Gale Storm : Sue Casey
- Phil Regan : Danny
- George Cleveland : Casey
- Minna Gombell : Mrs. Fitzgerald
- Edna Holland : Julia
- Raymond Hatton : Joe Feeney
- Charles D. Brown : Père Hurley
- Alan Mowbray : Jonathan
- Charles Judels : Milano
- Gerald Oliver Smith : Masters